# 中和镇 (扎兰屯市)
中和镇，是中华人民共和国内蒙古自治区呼伦贝尔市扎兰屯市下辖的一个乡镇级行政单位。

## 行政区划
中和镇下辖以下地区：
振兴社区、新华社区、头道沟村、前进村、兴隆村、福兴村、光荣村、红星村、福泉村、龙头村、库堤河村、新林村、幸福村、架子山村、五道沟村、集体村、黎明村、明星村、三道沟村、新建村、水甸沟村和四道沟村。